# Gare de Baladou
La gare de Baladou est une gare ferroviaire française de la ligne de Souillac à Viescamp-sous-Jallès, située sur le territoire de la commune de Baladou, dans le département du Lot et la région Occitanie.
L'arrêt est mis en service en 1889 par la Compagnie du chemin de fer de Paris à Orléans (PO) ; c'est ensuite une halte voyageurs fermée en 1980 par la Société nationale des chemins de fer français (SNCF).

## Situation ferroviaire
Établie à 234 mètres d'altitude, la gare de Baladou était située au point kilométrique (PK) 626,141 de la ligne de Souillac à Viescamp-sous-Jallès, entre les gares du Pigeon et de Martel. 
La gare est établie sur une section de ligne déclassée (PK 619,094 au PK 636,640), néanmoins le tronçon de Martel à Martel parfois utilisé pour des circulations techniques du trains touristiques;

## Histoire
L'arrêt de Baladou, situé au passage à niveau près du bourg, est mis en service le 16 juin 1889 par la Compagnie du chemin de fer de Paris à Orléans (PO), lorsqu'elle ouvre à l'exploitation sa ligne de Cazoulès à Saint-Denis-près-Martel. 
La dernière desserte par un train de voyageurs a lieu le 31 mai 1980 et la gare est fermée officiellement, comme la section de ligne, le 1er juin 1980 par la SNCF.

## Service des voyageurs
La gare est fermée au service des voyageurs de la SNCF. Elle est desservie par un service de substitution routier réalisé par des autocar TER, sur la relation entre les gares de Souillac et Saint-Denis-près-Martel.

## Patrimoine ferroviaire
L'ancien bâtiment de la halte a été réaffecté en habitation pour un particulier.